# Andrija Krstulović
Andrija Krstulović (Split, 5. studenoga 1912. − Split, 4. lipnja 1997.) bio je hrvatski kipar, majstor dlijeta. Godinama je surađivao s Ivanom Meštrovićem, čije je gipsane zamisili samozatajno pretvarao u granitne skulpture velikih dimenzija. Pomogao mu je na Lovćenu napraviti "Akropolu". Godine 1945. isklesao je duboki reljefnu spomen-ploču splitskim borcima palim za slobodu 1941. – 1945., veslačima Gusara poginulim u Narodnooslobodilačkoj borbi, koja je bila na pročelju Gusarovoga doma na Matejušci, poslije premještena u nove prostore Gusara, u bašti Šore u Spinutu. Druga je spomenik Neznanom pomorcu (kameni monolit iz jednoga komada 655 x 325 x 52 cm) na Katalinića brigu. Figurama žena dekorirao službene zgrade u Splitu. Jedna je kip božice pravde ispred Palače pravde, druga je ispred ondašnje zgrade Općine od 1963., na bijeloj stijeni simetrična žena od crna granita Osmijeh suncu oliti Buđenje. Krstulovićev spomenik je kameni reljef Rimska vučica iz 1946. godine, posvećen omladincima žrtvama fašističkog terora, na školskoj zgradi u Spinutu. Njegovo je djelo i kameni franjevački grb na crkvi Gospe od Zdravlja na Dobromu.

## Vanjske poveznice
- LZMK / Hrvatska enciklopedija: Krstulović, Andrija
- LZMK / Hrvatski biografski leksikon: Krstulović, Andrija (Andro)
- YouTube – Studia Croatica: Andrija Krstulović, splitski kipar